# Quercy Blanc
 (juillet 2023).
Si vous disposez d'ouvrages ou d'articles de référence ou si vous connaissez des sites web de qualité traitant du thème abordé ici, merci de compléter l'article en donnant les références utiles à sa vérifiabilité et en les liant à la section « Notes et références ».
Le Quercy Blanc (Carcin Blanc en occitan), parfois dénommé vallées du Quercy Blanc ou traditionnellement Causse blanc, est une région naturelle de France  située au nord-est du Bassin aquitain. Son périmètre couvre le sud du Quercy historique. Il est à cheval sur les départements du Lot et de Tarn-et-Garonne. Il est marqué par ses collines et vallées d'accès méridionales.

## Géologie
La roche affleurante y est principalement une roche calcaire à couleur claire (d'où le nom de « Quercy Blanc » ou de « causse blanc » dans la région). La zone est marquée par la longue stagnation d'eaux lacustres d'origine périglaciaire, l'eau froide ayant surtout dissous et perforé la roche dans le Quercy blanc.

## Géographie
Situé à une cinquantaine de kilomètres au nord de Toulouse en suivant la Garonne, le Quercy Blanc commence à partir de la confluence du fleuve avec le Tarn. Il peut être délimité, en diagonale, de Moissac à Villeneuve-sur-Lot, et d'Agen à Cahors. Comme son nom issu des falaises l'indique, cette contrée est essentiellement creusée par des rangées de vallées dans lesquelles coulent maintes rivières principales: 
- la plus importante est la Barguelonne et son bassin versant incluant la Barguelonnette et le Lendou.
- la Séoune qui collecte les eaux de la Petite Séoune.
- le Lemboulas qui reçoit le Lupte, autrefois Lutte, et le petit Lembous.

Le causse blanc, autrefois remarquable par ses murets et ses caselles, commence à l'ouest de Cahors, au sud du département du Lot. Il dénomme surtout le nord de la contrée. Citons Lascabanes au sortir du causse blanc. 
Le Quercy blanc proprement dit, caractérisé par des reliefs doux, commence progressivement au nord des plaines formées par l'Aveyron, le Tarn et la Garonne. Il devient un pays de serres, de monts allongés et de plateaux entaillés de vallées innombrables, parfois encastrées par de véritables cubes calcaires. Réputé pour la culture des céréales, il y avait ici moins de murets et de caselles. Citons Lauzerte sur sa hauteur entre Lendou et Barguelonne, et  Rouillac, près de Montcuq-en-Quercy-Blanc, sur sa butte en contrebas d'un relief sinueux de côtes échancrées du nord-est au sud-ouest.

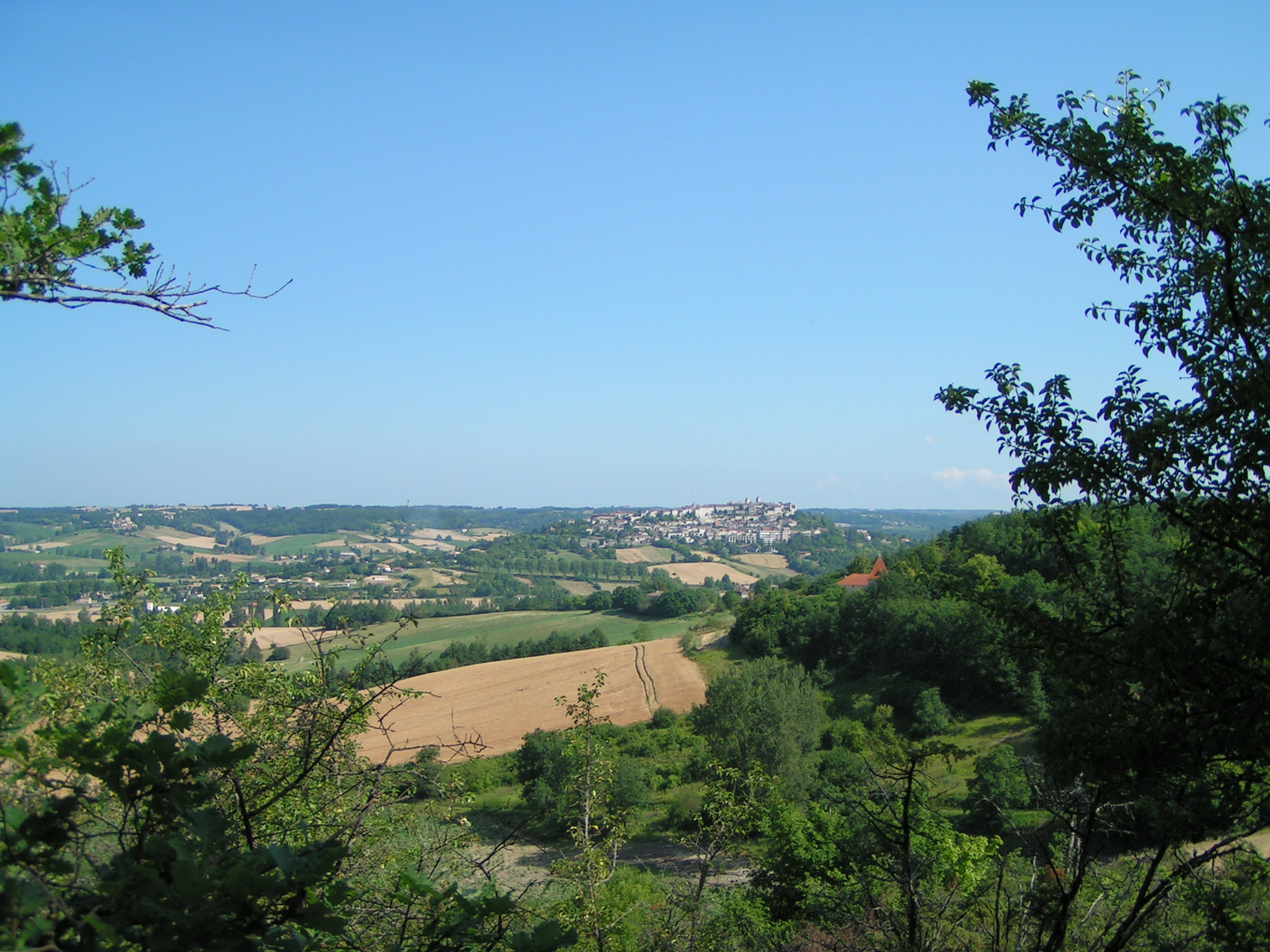
Le Quercy autour de Lauzerte.

## Agriculture ancienne et récente
Les sols cultivés sont gris et blanchâtres, surtout dans le causse blanc.
La vigne sur les côtes arides, le blé sur les plateaux et le maïs dans les vallées sont les principales ressources économiques traditionnelles.
Les cultures maraîchères et les vergers ont envahi au cours du XIXe siècle les bas pays du Quercy blanc, à cause des débouchés offerts par le transport ferroviaire.

## Tourisme
Le Quercy Blanc comprend de nombreux villages et hameaux, comme Lauzerte, Cazes-Mondenard, Montaigu-de-Quercy, Castelnau-Montratier et Montcuq, qui attirent beaucoup de visiteurs. 